# Запис багрем код школе (Петриље)
Запис багрем код школе (Петриље) се налази на парцели чији је власник Основна школа "Горња Јабланица".

## Локација
| Општина             | Медвеђа                                                                  |
| Катастарска општина | Петриље                                                                  |
| Потес               | Река школа                                                               |
| Координате          | 42° 47′ 19″ С; 21° 33′ 02″ И / 42.788702398999° С; 21.550599999999999° И |
| Надморска висина    | 408m                                                                     |

## Карактеристике
Дендрометријске вредности утврђене на терену и сателитским снимцима:
| Стабло                     | Багрем |
| Висина стабла              | m      |
| Обим дебла                 | m      |
| Пречник крошње             | 12m    |
| Пречник дебла              | m      |
| Висина дебла до прве гране | m      |

## База записа
Запис је у оквиру Викимедија пројекта "Запис - Свето дрво" заведен под редним бројем 1181.